# Нефедиха (Нижегородская область)
Нефедиха — сельский посёлок в составе Семьянского сельсовета Воротынском районе Нижегородской области.